# Georg Hólm
 (juin 2013).
Si vous disposez d'ouvrages ou d'articles de référence ou si vous connaissez des sites web de qualité traitant du thème abordé ici, merci de compléter l'article en donnant les références utiles à sa vérifiabilité et en les liant à la section « Notes et références ».
Georg Hólm ou Goggi (né le 6 avril 1976) est le bassiste du groupe islandais Sigur Rós. Hólm est le membre du groupe le plus prolifique dans la presse anglaise, car c'est lui qui parle le mieux anglais dans le groupe.

## Divers
- Il est surnommé "White Fang" dû à son habileté pour attraper des truites avec les dents.
- Lui, Kjartan Sveinsson et Jón Þór Birgisson sont les membres restants qui ont fondé le groupe Sigur Rós.
- Il est le seul membre de Sigur Rós qui n'a pas un nom patronymique. La majorité des Islandais ont des noms patronymiques plutôt que des noms de famille.
- L'idée pour Jón Þór Birgisson d'utiliser l'archet de son violoncelle sur sa guitare est venue lorsque le batteur Ágúst Ævar Gunnarsson a eu pour son anniversaire un archet, et Georg a commencé à "torturer" sa guitare basse avec (ce n'était pas super). Puis Jón Þór Birgisson l'essaya sur sa guitare, le rendu était bien meilleur.
- Le fait qu'il parle bien anglais vient du fait qu'il a habité quelque temps à Brighton, en Angleterre.
- La chanson Hafsól est connue pour être la chanson où Georg utilise une baguette de batterie pour jouer de la guitare basse.
- Comme les autres membres du groupe, il joue d'autres instruments que la basse pendant les concerts. Il peut lui arriver de jouer du synthétiseur, du glockenspiel et du tambour selon les chansons.
- Il a fait des études de cinéma, il a une formation de réalisateur.
- Il est marié à Svanhvít. Le couple a deux filles : Elena et Iðunn.
- Une des chansons du groupe, Salka, est le nom de la belle-fille de Georg.